# Адольфо Джунтолі
Адольфо Джунтолі (італ. Adolfo Giuntoli; 14 травня 1913, Турин — 11 червня 1981, Рапалло) — італійський футболіст, опорний півзахисник.
Насамперед відомий виступами за клуб «Торіно».

## Ігрова кар'єра
У дорослому футболі дебютував 1929 року виступами за команду клубу «Торіно», в якій провів чотири сезони, взявши участь лише у 8 матчах чемпіонату.
Згодом з 1933 по 1936 рік грав у складі команд клубів «Віджевано», «Торіно» та «Віджевано».
Завершив професійну ігрову кар'єру у клубі «Алессандрія», за команду якого виступав протягом 1936—1937 років.
1936 року був включений до складу збірної Італії для участі у Олімпійських іграх 1936 року. На турнірі, що проходив у Берліні, італійці вибороли титул олімпійських чемпіонів, проте Джунтолі на поле у рамках цього змагання не виходив. У подальшому також жодної офіційної гри за збірну не провів.
Помер 11 червня 1981 року на 69-му році життя у місті Рапалло.